# Poulnabronski dolmen
Poulnabronski dolmen (Poll na mBrón v irščini pomeni 'luknja v mlinskem kamnu', bró v irščini) je portalna grobnica, ena od približno 172 na Irskem, v pokrajini Burren v grofiji Clare, Irska. Izvira iz obdobja neolitika, verjetno med 4200 pr. n. št. in 2900 pr. n. št. Je 8 km južno od Ballyvaughana in 9,6 km severozahodno od Kilnaboya. 

## Lokacija
Grobnica stoji na kamnitem polju v katastrski občini Poulnabrone civilne županije Kilcorney blizu ceste R480 južno od Ballyvaughana v grofiji Clare.

## Ime
Poulnabrone se včasih napačno prevede kot "luknja žalosti" (npr. v Googlovih zemljevidih), vendar pa "brone" izhaja iz irskega bró, kar pomeni 'mlinski'. 

## Značilnosti
Dolmen je sestavljen iz 12 čevljev tankega, ploščatega, vodoravnega kamna, ki ga podpirata dve skupini vitkih pokončnih vzporednih portalnih kamnov na višini 1,8 m od tal, kar ustvarja komoro v 9 m nizkem kupu kamenja. Ta kup je pomagal stabilizirati grobnico in v neolitiku ni bila večja. Vhod je obrnjen proti severu in ga prečka nizek kamnit prag.

## Izkopavanja
V vzhodnem portalnem kamnu so leta 1985 odkrili razpoke. Po propadu je bil dolmen razstavljen in razpokan kamen zamenjan. Z izkopavanjem (1986, 1988) so ugotovili, da je pod spomenikom pokopanih 33 ljudi, odraslih in otrok. Osebni predmeti, pokopani z mrtvimi, so bili polirana kamnita sekira, kostni obesek, kremenčevi kristali, orožje in keramika.
Nobenega nedotaknjenega skeleta ni bilo, kar nakazuje, da kraj ni bil pogrebno mesto v smislu, da so bila telesa dana sem takoj po smrti. Kosti so bile najdene v originalnih slojih, vendar so jih kronološko premešali, zato niso zaporedno pokopane. Zdi se, da je samo eden od odraslih prebival več kot 40 let, veliko kosti je imelo znake artritisa v zgornjem delu telesa. Otroci so imeli zobe, ki kažejo znake bolezni in podhranjenosti. Dve okostji sta imeli poškodbe: lobanja in rebra z globokimi zlomi, ki so jih zdravili pred smrtjo, in odrasla moška kost, prebodena s konico kamnitega izstrelka in nezaceljena, kar pomeni, da je poškodba nastala precej pred smrtjo. Tisti, ki so bili izbrani za pokop tu, so bili očitno člani elite. Njihova telesa so pustili drugje, da so se razgradila, na zaščitenem kraju, ker nobena od kosti ne kaže nobenih znakov zobnih oznak. Nato so bile tu odložene zgolj gole kosti. Ker nekateri od njih kažejo ožganine, so bili morda že prej obredno očiščeni z zažigom.
Po radiokarbonski dataciji se je grob verjetno uporabljal med 3800 in 3200 pr. n. št. Ostanki so zdaj v Clarskem muzeju v Ennisu, sposojeni iz Narodnega muzeja Irske. 
V bronasti dobi (od leta 1750 do 1420 pr. n. št.) je bil v portiku tik pred vhodom pokopan novorojenček.
Prevladujoča podoba grobnice v apnenčasti pokrajini Burren kaže, da je bila  verjetno središče obredov vse do bronaste dobe. Morda je bila tudi teritorialna oznaka v neolitski pokrajini na pomembni poti sever−jug od zaliva Ballyvaughan do Kilnaboya. Morda so jo prebivalci obsežnih naselij blizu Kilnaboya zgradili za označitev severne meje svojega ozemlja.

## Turizem
Dolmen je priljubljena turistična znamenitost. Obdan je z vrvjo, ki ga loči od turistov, da bi ohranili starodavne kamne. Leta 2007 je grofijski svet Clara odprl veliko parkirišče zaradi  težav s prometom, ki so ga povzročali avtomobili ali avtobusi, parkirani na ozki cesti. Po oceni je bilo leta 2005 200 000 obiskovalcev. 

## Astronomija
Ker tu ni bilo svetlobnega onesnaženja in zaradi oddaljene lege Poulnabrona je parkirišče uporabljal Astronomski klub Shannonside  kot neuradno javno opazovalno mesto. Aprila 2013 je klub tu organiziral opazovanje kometa PanSTARRS C/2011 L4. 